# 使い走り (小説)
『使い走り』（つかいはしり、原題：Errand）は、アメリカの小説家レイモンド・カーヴァーが最後に書いた短編小説。

## 概要
『ザ・ニューヨーカー』1987年6月1日号に掲載された。1988年5月刊行の精選作品集『Where I'm Calling From: New and Selected Stories』（アトランティック・マンスリー・プレス）と1988年8月4日刊行の短編集『Elephant and Other Stories』（コリンズ・ハーヴィル社）に収録された。
1987年の初め、E・P・ダットン社の編集者からフランス人伝記作家アンリ・トロワイヤの『チェーホフ伝』が送られると、カーヴァーはやりかけていた仕事を中断しただちに読み始める。チェーホフの治療にあたっていたシェヴェラー医師がシャンパンを一瓶注文する場面でカーヴァーは「私は今一篇の短篇小説の中に送りこまれたのだと」感じ、本作品の執筆にとりかかった。合計で1ダースほどの文章をマイケル・ヘンリー・ハイムの訳文から抜き取り、少しだけ言い換えた文章を使用した。「実際に起こった出来事から逸脱するわけにはいかない」と彼は考えていたという。最後の場面でホテルのボーイがとる行動は、テス・ギャラガーの提案によって生まれた。
『プライズ・ストーリーズ 1988』の第1位に選出され、『ベスト・アメリカン・ショート・ストーリーズ 1988』にも収録された。
日本語版は『マリ・クレール』1989年12月号が初出。翻訳は村上春樹。『THE COMPLETE WORKS OF RAYMOND CARVER 6　象／滝への新しい小径』（中央公論社、1994年3月7日）に収録された。村上が編纂した、12編の作品から成る『Carver's Dozen レイモンド・カーヴァー傑作選』（同社、1994年12月7日）にも収録されている。全集第6巻はその後「村上春樹翻訳ライブラリー」シリーズでは、『象』（中央公論新社、2008年1月10日）と『滝への新しい小径』（同社、2009年1月10日）の2冊に分かれて出版された。